# Luiz Maurício Azevedo
Luiz Maurício Azevedo da Silva (Cascavel, 2 de setembro de 1980) é um escritor, editor, tradutor e crítico literário afro-brasileiro.

## Formação
Formado em Letras pela PUCRS, fez estágio na Universidade Rutgers, é mestre em Comunicação pela Famecos, doutor em Teoria e História Literária pela UNICAMP, e pós-doutor em Literatura Brasileira pela UFRGS. É pesquisador da USP e professor convidado da UFRGS. Em 2005, encabeçou o grupo que criou o Manifesto Cordialista.

## Crítica e historiografia
Tem muitos artigos e ensaios publicados em revistas científicas. Como acadêmico estuda história, crítica e teoria literária, a literatura negra, ideologias da cor e racismo, poéticas afro-brasileiras e afro-americanas. Sua tese de doutorado, defendida em 2016, foi A toupeira invisível: marxismo negro e cultura antimarxista em Ralph Ellison. Em 2016 foi convidado a participar de um encontro de escritores na Biblioteca Pública de Porto Alegre, em torno do tema da escrita e o mercado editorial para autores negros e para mulheres, evento que comemorou o Dia Internacional da Mulher Negra Latino-Americana. Foi um dos organizadores do  III Encontro de Escritores Negros do Rio Grande do Sul, um dos eventos da 63ª Feira do Livro de Porto Alegre de 2017, e foi um dos conferencistas convidados na 65ª edição da feira em 2019 para debater questões relacionadas ao capital, hegemonias e discriminação racial no mercado editorial.
Em sua produção Giovanna Pinheiro e Úrsula Passos destacaram a coleção de ensaios Estética e Raça: ensaios sobre literatura negra, onde propôs uma revisão do cânone literário brasileiro para incluir a literatura negra pelos seus méritos especificamente literários e estéticos e não apenas instrumentais ou ideológicos, questionou o domínio normatizador que as academias impõe na formação do cânone, e criticou uma alegada falta de ativismo político da crítica literária contemporânea do Brasil, que ele considera ainda mais preocupada em entender o racismo do que destruí-lo. Nas palavras de Pinheiro,
"Ao rigor analítico que modula tais escritos, podemos acrescentar uma linguagem aguçada, estética e politicamente, que não hesita em percorrer os equívocos da crítica literária eurocentrada, principalmente em torno da escrita negra. [...] Não menos importante é a revisão que o autor faz de aspectos conceituais envolvidos na caracterização das poéticas afro-brasileiras e afro-americanas. [...] Enquanto prática discursiva que confronta o status quo, a escrita de Luiz Maurício Azevedo visa fraturar o habitual, o ordinário, no sentido mesmo daquilo se repete, que se faz presença fixa no pensamento instituído como norma. Rasurá-la é imprescindível contra as diversas práticas opressivas e racistas do nosso cotidiano".
Em entrevista ao Jornal do Comércio, Azevedo declarou:
"A gente viu um aumento significativo de pesquisas sobre a literatura negra, mas não se verificou um aumento correspondente de docentes negros. Quem está analisando, em geral, são pesquisadores brancos e que têm um compromisso com o que está gerando esse apagamento. [...] A gente vai ter que construir um espaço de crítica literária negra, porque não dá para achar que todo escritor negro é bom. Minha luta é mostrar que há uma série de barreiras que são, sim, racistas, e por isso não conhecemos os autores negros - o que é diferente de dizer que tem que abrir a porteira, que não existe bom ou ruim".
É também tradutor e traduziu o clássico Invisible Man, do escritor afro-americano Ralph Ellison, lançado originalmente em 1952.

## Literatura
Publicou diversos livros, dentre novelas, contos, crônicas, poemas e romances. Entre as principais influências em sua obra estão Ralph Ellison, David Shields, Tibor Fischer, Philip Roth, Chuck Palahniuk, Michel Houellebecq, Nick Hornby, Caio Fernando Abreu, Richard Wright, Juremir Machado da Silva.
É co-editor, junto com Fernanda Bastos, da editora Figura de Linguagem, sediada em Porto Alegre, onde publica sua obra autoral e de outros escritores. Sua obra Pequeno espólio do mal foi indicada ao Prêmio Açorianos de 2018 na categoria Narrativa Longa, e foi vencedor na edição de 2021 na categoria Crônica com a obra Por uma literatura menos ordinária. A mesma obra havia sido indicada em 2020 ao Prêmio Associação Gaúcha de Escritores na categoria Livro do Ano. Foi escolhido patrono da Feira do Livro de Osório em 2021. Eduardo Ritter, professor de Letras da Ufpel, disse que Azevedo já é um autor consolidado e o colocou em sua lista dos dez autores seminais da literatura brasileira.
Os livros de Azevedo são marcados por um forte tom psicanalítico, com enorme influência do cinema norte-americano e da música pop. Seus personagens são pós-modernos, ácidos e antipáticos. A maioria das histórias ocorre na cidade de São Paulo. Temas como a medicina, a frustração, a loucura e a morte costumam ser recorrentes. "Desde meu primeiro livro, em 1999, meu tema tem sido a morte. Não posso evitar. A questão não se esgota nunca. Penso na morte catorze horas por dia. Na minha só, você que se dane", disse ele, na entrevista de lançamento  do livro O quarto de Judas, em novembro de 2007. A obra do autor está cercada de referências aos atentados de 11 de setembro de 2001. Quando perguntado sobre o motivo do interesse, Azevedo é categórico: "A função do escritor é falar daquilo que de alguma maneira o incomoda. Essa data contém as três coisas que mais me incomodam: aviões, mortes e pessoas psicóticas".
Segundo Juremir Machado da Silva, "Luiz Maurício tem um projeto mais complexo: publicar pela sua editora, uma casa voltada para autores negros, casa caseira, sofisticada, autoral, com assinatura, negação do mainstream, marginalidade central, caminho mais longo e, ao mesmo tempo, fascinante. Luiz Maurício é crítico literário, ensaísta, transbordando de cultura, e tudo isso vai para a sua obra", sendo um autor que joga "a literatice para escanteio, renovando a literatura nacional que dormia em berço esplêndido e andava a passo de jabuti". Sua escrita tem uma "linguagem descolada, imagens fortes, frases cortantes, ironia, muita ironia. Há também deboche, personagens desabusados, narrativas errantes, duras, impiedosas, cheirando à vida e literatura. É uma mescla de Michel Houellebecq com Chuck Palahniuk". "Numa combinação de ritmo cinematográfico e ironia, Maurício Azevedo escreve como quem saboreia inimigos. É isso o que o autor faz, com o dinamismo de cortes de câmera num set de filmagem. É a escrita do fim das utopias, mas é, sobretudo, a escrita do fim de qualquer compromisso com elas". Felipe Minor, no posfácio do livro O Quarto de Judas.
Lista de obras
- Os Mortos (poemas)
- O Quarto de Judas (contos)
- Antimatéria (poemas) (ISBN 9788562069130)
- Em todo caso (novela)(ISBN 9788562069024)
- Fast Freud (novela)
- Mamíferos Digitais (novela)
- Recomendo enfaticamente que você morra (novela)
- Vitorino (romance)
- Soft Awakening (poemas)
- Outubro (poemas)
- O Homem da Máquina (coletânea)
- Contra o Vento (novela)
- Digital mammals (edição norte-americana)
- Le musée (edição francesa)
- Por uma literatura menos ordinária (crônicas)
- Pequeno espólio do mal